# Чемпіонат світу з легкої атлетики в приміщенні 1991
Чемпіонат світу з легкої атлетики в приміщенні 1991 відбувся 8—10 березня в Севільї у Палаці спорту «Сан Пабло».
Програма першості вперше в історії змагань зазнала змін — у Севільї були розіграні нагороди в естафетному бігу 4×400 метрів.
Жінки також змагались у потрійному стрибку, хоча їхня дисципліна була на цій першості лише показовою. Перші медалі у цьому виді жінки розіграють на наступній першості в Торонто.

## Призери

### Чоловіки
| Дисципліни            | Золото                                                     | Золото      | Срібло                                                                                                   | Срібло   | Бронза                                                          | Бронза   |
| --------------------- | ---------------------------------------------------------- | ----------- | --- | -------- | --------------------------------------------------------------- | -------- |
| 60 метрів             | Андре Кейсон США                                           | 6,54        | Лінфорд Крісті Велика Британія                                                                           | 6,55     | Чиді Імо Нігерія                                                | 6,60     |
| 200 метрів            | Ніколай Антонов Болгарія                                   | 20,67       | Лінфорд Крісті Велика Британія                                                                           | 20,72    | Аде Мафе Велика Британія                                        | 20,92    |
| 400 метрів            | Девон Морріс Ямайка                                        | 46,17       | Самсон Кітур Кенія                                                                                       | 46,21    | Каєтано Корнет Іспанія                                          | 46,52    |
| 800 метрів            | Пол Еренг Кенія                                            | 1.47,08     | Томас де Тереса Іспанія                                                                                  | 1.47,82  | Саймон Гугеверф Канада                                          | 1.47,88  |
| 1500 метрів           | Нуреддін Морселі Алжир                                     | 3.41,57     | Фермін Качо Іспанія                                                                                      | 3.42,68  | Маріу Сілва Португалія                                          | 3.43,85  |
| 3000 метрів           | Френк О'Мара Ірландія                                      | 7.41,14 CR  | Гамму Бутаєб Марокко                                                                                     | 7.43,64  | Роберт Денмарк Велика Британія                                  | 7.43,90  |
| 60 метрів з бар'єрами | Грег Фостер США                                            | 7,45        | Ігор Казанов СРСР                                                                                        | 7,47     | Марк Маккой Канада                                              | 7,49     |
| Ходьба 5000 метрів    | Михайло Щенніков СРСР                                      | 18.23,55 CR | Джованні де Бенедіктіс Італія                                                                            | 18.23,60 | Франц Костюкевич СРСР                                           | 18.47,05 |
| 4×400 метрів          | НімеччинаРіко Лідер Єнс Карловіц Карстен Юст Томас Шенлебе | 3.03,05 WIR | СШАРеймонд П'єрр Чарльз Дженкінс Ендрю Валмон Антоніо Маккей Кліфтон Кемпбелл (забіг) Віллі Сміт (забіг) | 3.03,24  | Італія Марко Ваккарі Віто Петрелла Алессандро Аймар Андреа Нуті | 3.05,51  |
| Стрибки у висоту      | Голліс Конвей США                                          | 2,40        | Артур Партика Польща                                                                                     | 2,37     | Хав'єр Сотомайор КубаОлексій Ємелін СРСР                        | 2,31     |
| Стрибки з жердиною    | Сергій Бубка СРСР                                          | 6,00        | Віктор Риженков СРСР                                                                                     | 5,80     | Ференц Шальберт Франція                                         | 5,70     |
| Стрибки в довжину     | Дітмар Гаф Німеччина                                       | 8,15        | Хайме Хефферсон Куба                                                                                     | 8,04     | Джованні Еванджелісті Італія                                    | 7,93     |
| Потрійний стрибок     | Ігор Лапшин СРСР                                           | 17,31       | Леонід Волошин СРСР                                                                                      | 17,04    | Торд Генрікссон Швеція                                          | 16,80    |
| Штовхання ядра        | Вернер Гюнтер Швейцарія                                    | 21,17       | Клаус Боденмюллер Австрія                                                                                | 20,42    | Рон Бакс США                                                    | 20,06    |

### Жінки
| Дисципліни            | Золото                                                              | Золото      | Срібло                                                                    | Срібло   | Бронза                                                | Бронза   |
| --------------------- | ------------------------------------------------------------------- | ----------- | ------------------------------------------------------------------------- | -------- | ----------------------------------------------------- | -------- |
| 60 метрів             | Ірина Сергеєва СРСР                                                 | 7,02 CR     | Мерлін Отті Ямайка                                                        | 7,08     | Лільяна Аллен Куба                                    | 7,12     |
| 200 метрів            | Мерлін Отті Ямайка                                                  | 22,24 CR    | Ірина Сергеєва СРСР                                                       | 22,41    | Гріт Броєр Німеччина                                  | 22,58    |
| 400 метрів            | Даян Діксон США                                                     | 50,64 CR    | Сандра Маєрс Іспанія                                                      | 50,99    | Аніта Протті Швейцарія                                | 51,41    |
| 800 метрів            | Крістіне Вахтель НДР                                                | 2.01,51     | Віолета Бекля Румунія                                                     | 2.01,75  | Елла Ковач Румунія                                    | 2.01,79  |
| 1500 метрів           | Людмила Рогачова СРСР                                               | 4.05,09     | Івана Кубешова Чехословаччина                                             | 4.06,22  | Тудоріца Кіду Румунія                                 | 4.06,27  |
| 3000 метрів           | Марі-П'єр Дюрос Франція                                             | 8.50,69     | Маргарета Кесег Румунія                                                   | 8.51,51  | Любов Кремльова СРСР                                  | 8.51,90  |
| 60 метрів з бар'єрами | Людмила Нарожиленко СРСР                                            | 7,88        | Монік Еванж-Епе Франція                                                   | 7,90     | Альюска Лопес Куба                                    | 8,03     |
| Ходьба 3000 метрів    | Беате Андерс Німеччина                                              | 11.50,90 CR | Керрі Саксбі Австралія                                                    | 12.03,21 | Ілеана Сальвадор Італія                               | 12.07,67 |
| 4×400 метрів          | НімеччинаСандра Зойсер Катрін Шрайтер Аннетт Гессельбарт Гріт Броєр | 3.27,22 WIR | СРСРМарина Шмоніна Людмила Джигалова Маргарита Пономарьова Аеліта Юрченко | 3.27,95  | СШАТеррі Денді Ліллі Лезервуд Джерл Майлз Даян Діксон | 3.29,00  |
| Стрибки у висоту      | Гайке Генкель Німеччина                                             | 2,00        | Тамара Бикова СРСР                                                        | 1,97     | Гайке Бальк Німеччина                                 | 1,94     |
| Стрибки в довжину     | Лариса Бережна СРСР                                                 | 6,84        | Гайке Дрекслер Німеччина                                                  | 6,82     | Мар'єта Ілку Румунія                                  | 6,74     |
| Штовхання ядра        | Суй Сіньмей КНР                                                     | 20,54 CR    | Хуан Чжихун КНР                                                           | 20,33    | Наталія Лісовська СРСР                                | 20,00    |

## Показова дисципліна
| Дисципліна        | Золото             | Золото    | Срібло         | Срібло | Бронза                  | Бронза |
| ----------------- | ------------------ | --------- | -------------- | ------ | ----------------------- | ------ |
| Потрійний стрибок | Інеса Кравець СРСР | 14,44 WIR | Лі Хвейжун КНР | 13,98  | Софія Божанова Болгарія | 13,62  |

## Медальний залік
| Місце                | Країна               | Золото | Срібло | Бронза | Загалом |
| -------------------- | -------------------- | ------ | ------ | ------ | ------- |
| 1                    | СРСР                 | 7      | 6      | 4      | 17      |
| 2                    | Німеччина            | 6      | 1      | 2      | 9       |
| 3                    | США                  | 4      | 1      | 2      | 7       |
| 4                    | Ямайка               | 2      | 1      | 0      | 3       |
| 5                    | Франція              | 1      | 1      | 1      | 3       |
| 6                    | КНР                  | 1      | 1      | 0      | 2       |
| 6                    | Кенія                | 1      | 1      | 0      | 2       |
| 8                    | Швейцарія            | 1      | 0      | 1      | 2       |
| 9                    | Ірландія             | 1      | 0      | 0      | 1       |
| 9                    | Алжир                | 1      | 0      | 0      | 1       |
| 9                    | Болгарія             | 1      | 0      | 0      | 1       |
| 12                   | Іспанія              | 0      | 3      | 1      | 4       |
| 13                   | Румунія              | 0      | 2      | 3      | 5       |
| 14                   | Велика Британія      | 0      | 2      | 2      | 4       |
| 15                   | Італія               | 0      | 1      | 3      | 4       |
| 15                   | Куба                 | 0      | 1      | 3      | 4       |
| 17                   | Австралія            | 0      | 1      | 0      | 1       |
| 17                   | Австрія              | 0      | 1      | 0      | 1       |
| 17                   | Марокко              | 0      | 1      | 0      | 1       |
| 17                   | Польща               | 0      | 1      | 0      | 1       |
| 17                   | Чехословаччина       | 0      | 1      | 0      | 1       |
| 22                   | Канада               | 0      | 0      | 2      | 2       |
| 23                   | Нігерія              | 0      | 0      | 1      | 1       |
| 23                   | Португалія           | 0      | 0      | 1      | 1       |
| 23                   | Швеція               | 0      | 0      | 1      | 1       |
| Загалом (25 збірних) | Загалом (25 збірних) | 26     | 26     | 27     | 79      |